# San Martino in Pensilis

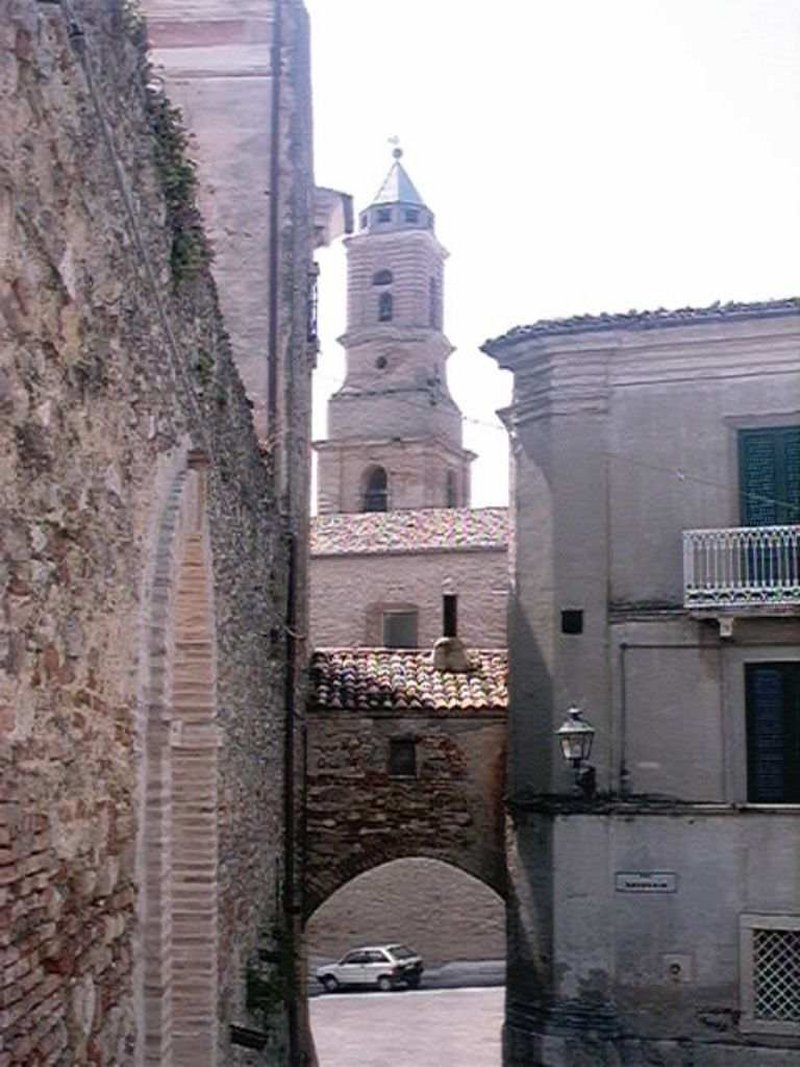
Grafenpalast und Peterskirche

San Martino in Pensilis ist eine italienische Gemeinde (comune) mit 4475 Einwohnern (Stand 31. Dezember 2023) in der Provinz Campobasso in der Region Molise. Die Gemeinde liegt etwa 45 Kilometer nordwestlich von Campobasso und grenzt unmittelbar an die Provinz Foggia. Die nordwestliche Gemeindegrenze bildet der Biferno. Bis zur Adria sind es 10 Kilometer in nordwestlicher Richtung.

## Geschichte
Mit der Zerstörung Cliternias 495 nach Christus begründeten die früheren Einwohner einen Kirchbau, den sie dem Heiligen Martin von Tours widmeten. 1125 und 1456 wurde der Ort durch Erdbeben weitgehend zerstört.

## Persönlichkeiten
Leo Boccardi (* 1953), Erzbischof und vatikanischer Diplomat